# Тихон (Радованович)
Епископ Тихон (в миру Тихомир Радованович, серб. Тихомир Радовановић; 8 июля 1891, Мали-Пожаревац, Королевство Сербия — 8 февраля 1951, Белград) — епископ Сербской православной церкви, епископ Захумско-Герцеговинский.

## Биография
Родился в 1891 году в Малом Пожареваце в семье Димитрия и Даринки. По окончании начальной школы одновременно учился в гимназии и девятиразрядной духовной семинарии Святого Саввы в Белграде.  Рукоположён в сан диакона в 1913 году митрополитом Сербским Димитрием (Павловичем) и поставлен приходским диаконом при Старой церкви в Крагуеваце.
Во время Первой мировой войны служил медиком, был взят в плен, который провёл в Хайнрихгрине.
В 1918 году после окончания войны пошёл учиться на Богословский факультет в Афинах, который окончил в 1921 году. В 1922 году защитил докторскую диссертацию «Эволюция мессианской идеи в Ветхом Завете», которую написал во время обучения в магистратуре в Лейпциге.
По возвращении из Афин поставлен за суплентом Первой мужской гимназии у Белграде. В 1924 году избран доцентом Богословского факультета в Белграде. Тогда же был пострижен в монашество именем Тихон.
На этой должности оставался до 1930 года, когда назначен секретарём Священного Архиерейского Синода и почётным профессором на кафедре за Священного Писания Ветхого Завета.
17 октября 1932 года освобождён от должности секретаря Архиерейского Синода Сербской православной церкви и избран епископом Сремским, викарием Патриарха Сербского Варнавы. 21 ноября того же года в Соборной церкви в Белграде состоялась его епископская хиротония.
17 октября 1934 году был избран епископом Захумско-Герцеговинским.
24 ноября 1939 года согласно прошению был уволен на покой по состоянию здоровья.
Скончался 8 февраля 1951 года в Белграде и похоронен возле храма Покрова Пресвятой Богородицы в Белграде.

## Сочинения
Монографии
- Еволуција месијанске идеје у Старом Завету, с обзиром на модерну критику, Београд 1925 (превод докторске дисертације са грчког језика)
- Историја превода Старог Завета, Београд 1929. COBISS 195514375
- Лекције из Светог писма Старог Завета, Београд 1930.
- Библијска повесница: за ученике — це I разреда средњих школа, Беогдрад 1930.
- Библијска повесница: (Стари и Нови завет): за ученике — це I разреда средњих школа, 6. издање, Београд 1934. COBISS 90433799

Студије и чланци
- «Стари грчки философи и хипотезе др Петронијевића», у: Весник Српске Цркве, 1924, XXIX, 5, 194—203.
- «Апологетски Увод у Свето Писмо» у: Весник Српске Цркве, 1925, ХХХ, 11, 663—667.
- «Месијанизам периода Закона», у: Црква и живот, 1925, III, 11-12, 410—417.
- «Коран и Јеванђеље», у: Мисао, 1925, XIX, 1215—1223, 1353—1358.
- «Створење света по учењу Старог Завета, с обзиром на егзактне науке», у: Весник Српске Цркве, 1926, XXXI, 4, 223—235; 5, 305—319.
- «Увод у старозаветне пророке», у: Весник Српске Цркве, 1928, XXXIII, 1, 29-32; 2, 103—106; 3, 207—211; 4, 293—299; 5-6; 365—369.
- «О инспирацији Старог Завета», у: Црква и живот, 1928, VII, 9-10, 359—373.
- «Датум рођења Исуса Христа», у: Црква и живот, 1929, VIII, 11-12, 267—274.
- «Мојсије и критика», у: Богословље, 1929, 3, 165—189, 4, 253—272; 1930, 1, 1-29.
- «Палестински канон Старог Завета», у: Богословље, 1930, 3, 179—194. COBISS 153089799
- «Идеализам Хришћанске заједнице младих људи», у: Црква и живот, 1925, I, 3, 36-37.